# Centrum Bankowo-Finansowe „Nowy Świat”
Centrum Bankowo-Finansowe „Nowy Świat” S.A. – utworzona 7 grudnia 1990 roku jednoosobowa spółka Skarbu Państwa do której aportem wniesiono gmach dawnego Domu Partii w Warszawie w Warszawie po przemianach ustrojowych w Polsce po 1989 roku, 100% akcji spółki objął Skarb Państwa. Wśród pierwszych najemców Centrum Bankowo-Finansowego „Nowy Świat” była Giełda Papierów Wartościowych w Warszawie S.A. W latach 1991-2008 spółka przekazywała środki na rzecz Fundacji Uniwersytetu Warszawskiego finansując budowę Biblioteki Uniwersytetu Warszawskiego.
W 2001 r. nastąpiło nieodpłatne przeniesienie na rzecz Fundacji Uniwersytetu Warszawskiego własności 10 akcji imiennych spółki o łącznej wartości nominalnej 900 000,00 zł, zgodnie z zawartą umową w formie aktu notarialnego pomiędzy Skarbem Państwa a Fundacją Uniwersytetu Warszawskiego. W 2010 roku nastąpiły istotne zmiany dotyczące nadzoru właścicielskiego nad spółką. Skarb Państwa przeniósł własność całości posiadanych przez siebie akcji na rzecz Agencji Rozwoju Przemysłu S.A. W wyniku dalszych postępowań 90% akcji objął MARS Fundusz Inwestycyjny Zamknięty. Pozostałe 10% akcji należy do Fundacji Uniwersytetu Warszawskiego. Od 5 kwietnia 2022 roku akcjonariuszami spółki są Polska Grupa Zbrojeniowa S.A.  – 90% oraz Fundacja Uniwersytetu Warszawskiego – 10% akcji.